# Maeve Sherlock
Maeve Christina Mary Sherlock, baronne Sherlock, (née le 10 novembre 1960) est une pair du Parti travailliste.

## Biographie
Née à Finsbury Park, au nord de Londres, Sherlock fait ses études à Our Lady's Abingdon à Abingdon on Thames avant d'étudier la sociologie à l'Université de Liverpool. Elle obtient ensuite un MBA de l'Open University. Elle est présidente de la NUS de 1988 à 1990.
De 2007 à 2010, elle est commissaire de la Commission pour l'égalité et les droits de l'homme (EHRC). Sherlock préside le Forum national des étudiants de 2007 à 2010 et est directeur non exécutif de la Child Maintenance and Enforcement Commission de 2008 à 2010. Elle siège au conseil d'administration du Financial Ombudsman Service depuis 2007.
Elle est directrice générale du Refugee Council, une organisation caritative qui soutient les réfugiés et les demandeurs d'asile au Royaume-Uni, entre août 2003 et octobre 2006. Avant de rejoindre l'association caritative, elle travaille comme conseillère spéciale du chancelier de l'Échiquier, Gordon Brown. Au Trésor, son champ couvre les questions sociales telles que la pauvreté des enfants et la réforme de la protection sociale.
Sherlock est également directrice générale du Conseil national pour les familles monoparentales, directrice de l'organisation caritative pour l'éducation UKCOSA et ancienne présidente de l'Union nationale des étudiants. Elle est administratrice du Think tank Demos. Elle étudie à l'Université de Liverpool dans les années 1980. Elle est obtient un doctorat en théologie au St Chad's College de l'Université de Durham, dont elle est également membre honoraire et tutrice,.
Le 30 juin 2018, elle est ordonnée diacre dans l'Église d'Angleterre, pour servir son curé à l'église St Nicholas, Durham. Le 29 juin 2019, elle est ordonnée prêtre à la Cathédrale de Durham.
Elle est nommée Officier de l'Ordre de l'Empire britannique (OBE) lors des distinctions honorifiques du Nouvel An 2000. Le 17 juin 2010, elle est créée pair à vie sous le titre de baronne Sherlock, de Durham dans le comté de Durham, et est présentée à la Chambre des lords le 5 juillet 2010.
Le 9 juillet 2024, elle est nommée ministre d'Etat au Travail et aux Pensions dans le gouvernement Starmer.